# Francisco Grau (pintor)
Francisco Grau (Torrente, Valencia, 1772-Valencia 1834) fue un pintor español.
Se presentó a los concursos de premios de la Academia de San Carlos en 1792, 1795 y 1798, consiguiendo en el segundo una gratificación. El 27 de mayo de 1804 fue nombrado académico de mérito de dicha corporación. Conocemos de su mano un San Vicente Ferrer y La expulsión de Agar.